# National Alliance Party
Die National Alliance Party ist eine Partei in Papua-Neuguinea. Sie wurde 1995 von Bernard Narokobi, Moi Avei, Bart Philemon und Masket Iangalio gegründet, die Michael Somare aufforderten, den Vorsitz der Partei zu übernehmen, nachdem er als Führer der Pangu Party entlassen worden war. Bei den Wahlen zum Parlament von Papua-Neuguinea im Juni 2002 gewann sie 19 von 109 Sitzen. Als stärkste Partei wurde sie mit der Regierungsbildung beauftragt. 
Die von der National Alliance Party von 2002 bis 2007 geführte Regierung war die erste Regierung seit der Unabhängigkeit 1975, die über eine komplette Wahlperiode im Amt blieb. Alle vorherigen Regierungen waren vor Ablauf ihrer Amtszeit durch Misstrauensanträge gestürzt worden. 2006 versuchte der Mitbegründer der National Alliance Party, Bart Philemon, Somare als Parteiführer abzulösen. Da ihm dies nicht gelang, ging Philemon nach dem Wahlsieg Somares als Führer der New Generation Party in die Opposition. Bei den Parlamentswahlen 2007 konnte die National Alliance Party ihr Ergebnis verbessern und wurde mit 27 Sitzen erneut stärkste Partei. Michael Somare wurde Führer einer Koalitionsregierung aus verschiedenen Parteien und 13 unabhängigen Abgeordneten.
Bekannte Mitglieder:
- Rabbie Namaliu
- Michael Somare
- Charles Lepani
- Anthony Siaguru
- Arthur Somare